# Wodza Köhlera
Wodza Köhlera jest to dodatkowa wodza przypięta od napierśnika, przepuszczona następnie przez pierścienie wędzidła i przypięta do zwykłej wodzy. Poprzez różne punkty przypięcia można regulować jej długość. Wodze pozostają bierne, gdy koń utrzymuje głowę w porządanej pozycji. Gdy koń zadziera głowę do góry, zaczyna sie działanie tej wodzy, podobne do dzialania czarnej wodzy.